# Grémecey
Grémecey település Franciaországban, Moselle megyében. Lakosainak száma 100 fő (2022. január 1.). Grémecey Attilloncourt, Bioncourt, Chambrey, Fresnes-en-Saulnois, Jallaucourt és Pettoncourt községekkel határos.

## Népesség
A település népességének változása:
| Lakosok száma | 109  | 95   | 117  | 103  | 100  | 103  | 105  | 105  | 104  | 100  |
|               | 1968 | 1982 | 1990 | 2006 | 2013 | 2015 | 2017 | 2019 | 2020 | 2022 |